# آلن الکساندر میلن
آلن الکساندر میلن (انگلیسی: Alan Alexander Milne؛ ۱۸ ژانویه ۱۸۸۲ – ۳۱ ژانویه ۱۹۵۶) یک نویسنده اهل بریتانیا است که برای کتابهایش تدی خرسه وینی پو و شعرهای مختلفش شناخته شده‌است.
پیش از موفقیت بزرگ وینی پو که همه کار قبلی میلن را تحت‌الشعاع قرار داد او یک یادداشت‌نویس و نمایشنامه‌نویس بود.

## زندگی

میلن با پسرش کریستوفر رابین و پو خرسه در مزرعه خود کوچفورد در ساسکس. سال ۱۹۲۶.

آلن الکساندر میلن در کیلبورن لندن در سال ۱۸۸۲ متولد شد پدرش متولد جامائیکا بود و از سه پسر او، آلن کوچک‌ترین پسر بود. پدر آلن یک مدرسه پسرانه عمومی کوچک را در کیلبورن اداره می‌کرد و آلن نخستین آموزش‌ها را در آنجا گرفت.
آلن در سن ۱۱ سالگی، نخستین بورس تحصیلی خود را دریافت کرد و وارد دانشگاه کمبریج در انگلستان شد.
پس از فارغ‌التحصیلی، او به لندن بازگشت و شروع به نوشتن مقالات مختلف برای مجلات کرد؛ از جمله مجله پانچ که او به مدت هشت سال به عنوان دستیار سردبیر درآنجا کار کرد. اولین کتاب میلن، «عاشقان در لندن» در سال ۱۹۰۵ منتشر شد.
میلن در سال ۱۹۱۳ با دوروتی سلینکورت ازدواج کرد و در سال ۱۹۲۰ پسر آن‌ها به نام کریستوفر رابین میلن به دنیا آمد. میلن در هر دو جنگ جهانی خدمت کرد. در جنگ جهانی اول به ارتش بریتانیا پیوست و در جنگ جهانی دوم کاپیتان سازمان دفاعی بریتانیا بود.
هنگامی که جنگ جهانی اول به وقوع پیوست او به هنگ سلطنتی وارویکشر فراخوانده شد و در طول آموزش، نمایشنامه «ورتزل-سخن پوچ» را نوشت که در ۱۹۱۷ در لندن نمایش داده شد. او مجموعه شعر «هنگامی که ما خیلی جوان بودیم» را در سال ۱۹۲۴ منتشر کرد که شامل اشعاری برای کودکان است و برای اولین با شخصیت وینی پو در آن متولد شد.
کتاب بعدی او وینی پو در سال ۱۹۲۶ منتشر شد و با استقبال بسیار زیادی مواجه شد. تا حد زیادی منبع الهام آلن میلن برای وینی پو، پسر خود او کریستوفر بود.

## درگذشت
آلن الکساندر میلن پس از جراحی مغز به مدت چهار سال در کما رفت، و در ۳۱ ژانویه ۱۹۵۶ درگذشت. همسر او در ۱۹۷۱ از دنیا رفت.